# Questocrypta
Questocrypta goloboffi es una especie de arañas migalomorfas de la familia Barychelidae. Es el único miembro del género monotípico Questocrypta. Se encuentra en Nueva Caledonia.